# Hermann von Mallinckrodt

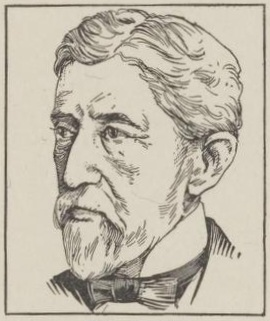
Hermann von Mallinckrodt

Hermann von Mallinckrodt, född 5 februari 1821 i Minden, död 26 maj 1874 i Berlin, var en tysk politiker.
Mallinckrodt blev 1849 regeringsassessor i preussisk tjänst och var 1860-72 regeringsråd. Han tillhörde 1852-63 samt från 1868 till sin död preussiska lantdagens deputeradekammare och 1867-70 Nordtyska förbundets, därefter till sin död Tyska rikets riksdag. Han var övertygad romersk katolik och blev ledare för det ultramontana Centrumpartiet vid sidan av August och Peter Reichensperger samt – sedan 1872 – Ludwig Windthorst. Mallinckrodt åtnjöt högt anseende även inom andra partier och hans plötsliga död, mitt under kulturkampen väckte allmänt deltagande.